# جي سو
جي سو (هانغل: 지수) هو ممثل كوري جنوبي، ولد في 30 مارس 1993 بسول في كوريا الجنوبية.

## فيلموغرافيا
مسلسلات تلفزيونية :
أحباء القمر (2016).
المرأة القوية (2017).
النهر حيث يرتفع القمر (2021).

## وصلات خارجية
- جي سو على موقع IMDb (الإنجليزية)
- جي سو على موقع قاعدة بيانات الفيلم (الإنجليزية)
- جي سو على موقع كينوبويسك (الروسية)